# Белая бригада
Белая бригада (нидерл. Witte Brigade, фр. Brigade blanche), полное название Белая бригада Фиделио (нидерл. Witter Brigade-Fidelio) — группа бельгийского антинацистского сопротивления Второй мировой войны, основанная летом 1940 года в Антверпене Марселем «Фиделио» Луэттом. Изначально была известна как «Гёзская группа», позднее переименована в «Белую бригаду Фиделио».
Название бригады было взято как противовес так называемой «Чёрной бригаде» (нем. Schwarze Brigade) — коллаборационистскому отряду, ведомому унтерштурмфюрером СС Раймоном Толленером, занимавшимся пропагандой прогерманского Фламандского национального союза. Штаб-квартира бригады располагалась в Антверпене, но были также её отделения в Генте, Лире, Алсте, Брюсселе и других городах Бельгии, регионах Васланд и Валлония, на бельгийском побережье. Большую часть личного состава составляли сторонники короля Леопольда III и представители правых партий и некоторых католических организаций, испытывавших неприязнь к немецким частям и национал-социализму. Организация имела антикоммунистический характер.

## Деятельность
Бригада занималась антинемецкой пропагандой, составляя списки коллаборационистов и организовывая патриотические демонстрации в дни бельгийских национальных праздников — например, 21 июля в Национальный день Бельгии и 11 ноября в день капитуляции Германской империи в Первой мировой войне. Группа издавала газету «Всегда едины» (фр. Unis Toujours, нидерл. Steeds verenigd), всего вышло 80 выпусков. Также она занималась разведкой, собирая военную информацию о порте Антверпена и о планируемой высадке немцев в Великобритании, и помогала сбитым союзным лётчикам добираться до Англии. Три разведывательные сети — «Люк», «Брэйвери» и «Группа Зеро» — поддерживали связь с бригадой. Она также была единственной группой, которая установила на начальном этапе войны контакты с бельгийским правительством в изгнании и британским правительством.

## Члены бригады
В бригаде служили очень много полицейских (выходцев из города Дорне). С 1943 года в Бельгии начались массовые аресты антифашистов, и Белая бригада не избежала этой участи. Так, за один присест в лагеря смерти отправились сразу 59 человек: у одного из активистов бригады обнаружили список членов движения. В январе 1944 года были арестованы ещё 62 человека, а 9 мая 1944 лидер бригады, Марсель Луэтт, был отправлен в концлагерь Заксенхаузен, откуда вскоре освободился и вернулся в Антверпен. Всего 400 человек из 3750 подтверждённых членов бригады погибли во время войны. Из известных активистов бригады выделяются Эжен Кользон и Моник де Бисси. В деятельности бригады участвовал будущий первый секретарь ПОРП Эдвард Герек.

## Итоги
Белая бригада, действуя совместно с Тайной армией, Фронтом независимости, Национальным движением роялистов и группой G, помогла союзникам взять порт Антверпена. Уже после освобождения Бельгии, отдавая должное лидеру бригады, в научных трудах и прессе бригаду стали официально называть Белой бригадой Фиделио.